# عبيد الله بن موسى
أبو محمد عبيد الله بن موسى بن أبي المختار العبسي الكوفي أحد رواة الحديث النبوي، وأول من صنف المسند على ترتيب الصحابة بالكوفة.

## طلبه للعلم
ولد في حدود عام 120 هـ . سمع من: هشام بن عروة، وسليمان الأعمش، وإسماعيل بن أبي خالد، ومعروف بن خربوذ، وزكريا بن أبي زائدة، وسعد بن أوس العبسي، وسلمة بن نبيط، وحنظلة بن أبي سفيان، وطلحة بن عمرو الحضرمي، وطلحة بن يحيى التيمي، وعبيد الله بن أبي زياد القداح، وعثمان بن الأسود، وعيسى بن أبي عيسى الحناط، وكيسان أبي عمر القصار، ومصعب بن سليم، وأبا إدام المحاربي، وموسى بن عبيدة، وابن جريج، والأوزاعي، ومسعر، وشعبة، وسفيان، وشيبان، وإسرائيل، والحسن بن حي وخلق كثير. كان من حفاظ الحديث، مجودا للقرآن، تلا على حمزة الزيات، وعيسى بن عمر الهمداني، وعلي بن صالح بن حي، وتصدر للإقراء والتحديث. تلا عليه: أحمد بن جبير الأنطاكي، وأيوب بن علي الأبزاري، ومحمد بن عبد الرحمن، وأبو حمدون الطيب، ومحمد بن علي بن عفان وطائفة سواهم. حدث عنه أحمد بن حنبل قليلا وكان يكرهه لبدعة ما فيه، وإسحاق، ويحيى بن معين، ومحمد بن عبد الله بن نمير، وعبد بن حميد، وعلي بن محمد الطنافسي، وحجاج بن الشاعر، ومحمود بن غيلان، ومحمود بن يحيى، ومحمد بن عوف الطائي، وعبد الله بن عبد الرحمن الدارمي، ومحمد بن عثمان بن كرامة، وأبو حاتم، وأبو بكر الصاغاني، ومحمد بن سليمان الباغندي، وعباس الدوري، وأحمد بن حازم الغفاري، وأحمد بن عبد الله العجلي، والحارث بن أبي أسامة، وخلق كثير. وروى عنه البخاري في صحيحه، ويعقوب الفسوي في مشيخته.

## أقوال العلماء فيه
- أبو حاتم الرازي: صدوق ثقة، كان أثبت في إسرائيل من أبي نعيم واستصغر في سفيان الثوري، ومرة أبو نعيم أتقن منه
- أبو حاتم بن حبان البستي: قال كان يتشيع.
- أبو حفص عمر بن شاهين: ثقة
- أبو دواد السجستاني: جاز حديثه، ومرة: كان محترقا شيعيا
- أحمد بن حنبل: صاحب تخليط، وعاب عليه غلوه في التشيع مع تقشفه وعبادته
- أحمد بن صالح الجيلي: ثقة صدوق
- ابن حجر العسقلاني: ثقة كان يتشيع، ومرة: من كبار شيوخ البخاري سمع من جماعة من لم يخرج له البخاري من روايته عن الثوري شيئا واحتج به هو والباقون
- الذهبي: ثقة أحد الأعلام على تشيعه وبدعته
- عبد الباقي بن قانع البغدادي: يتشيع
- محمد بن سعد كاتب الواقدي: ثقة صدوق يتشيع
- يحيى بن معين: ثقة
- يعقوب بن سفيان الفسوي: شيعي ، وان قال قائل رافضي لم أنكر عليه ، وهو منكر الحديث[1]

## وفاته
وقال ابن سعد: مات في شهر ذي القعدة سنة 213 هـ .